# O Czechu i Lechu historyja naganiona
O Czechu i Lechu historyja naganiona – krótki traktat historyczny Jana Kochanowskiego.
Traktat napisany jest prozą w języku polskim. Stanowi pierwszą w dziejopisarstwie polskim krytykę legend o pochodzeniu ludów słowiańskich, zaczerpniętych z Kroniki polskiej Wincentego Kadłubka (nazywanego przez Kochanowskiego Kadłubskim). Utwór ukazał się pośmiertnie w 1589 w Drukarni Łazarzowej w jednym w tomie z traktatem satyryczno-dydaktycznym Iż pijaństwo jest rzecz sprosna a nieprzystojna człowiekowi.